# Siuliban
Siuliban è una suddivisione dell'India, classificata come census town, di 20.960 abitanti, situata nel distretto di Dhanbad, nello stato federato del Jharkhand. In base al numero di abitanti la città rientra nella classe III (da 20.000 a 49.999 persone).

## Geografia fisica
La città è situata a 23° 44' 41 N e 86° 46' 59 E.

## Società

### Evoluzione demografica
Al censimento del 2001 la popolazione di Siuliban assommava a 20.960 persone, delle quali 11.134 maschi e 9.826 femmine. I bambini di età inferiore o uguale ai sei anni assommavano a 2.897, dei quali 1.479 maschi e 1.418 femmine. Infine, coloro che erano in grado di saper almeno leggere e scrivere erano 13.285, dei quali 7.966 maschi e 5.319 femmine.